# Théâtre Hybernia
La maison Hybernia (en tchèque, Dům U Hybernů) à Prague a été créée au début du XIXe siècle par la reconstruction en Style Empire de l'ancienne église baroque de l'Immaculée Conception de la Vierge Marie de 1652-1659, construite à proximité du monastère des franciscains irlandais. Les franciscains irlandais étaient appelés Hyberny d'après le nom latin de l'Irlande : Hibernia ou Hybernia. Ce monastère existait déjà sous Charles IV, qui fonda un monastère avec l'église gothique Saint-Ambroise. La dernière conversion de l'édifice en théâtre musical s'est terminée en 2006.
Le bâtiment est situé à Prague 1 au coin de la rue Hybernská et la place de la République, dans l'axe de la rue Na příkopě, en face de la Maison municipale, du bâtiment de la Banque nationale tchèque et de la Tour Poudrière.

## Reconstruction Empire
Le monastère des Franciscains irlandais fut aboli dans le cadre des réformes du Joséphisme en 1785. Depuis 1792, le théâtre Bouda s'y produisait. La reconstruction eut lieu entre 1811 et 1813 après la reconstruction du monastère adjacent.

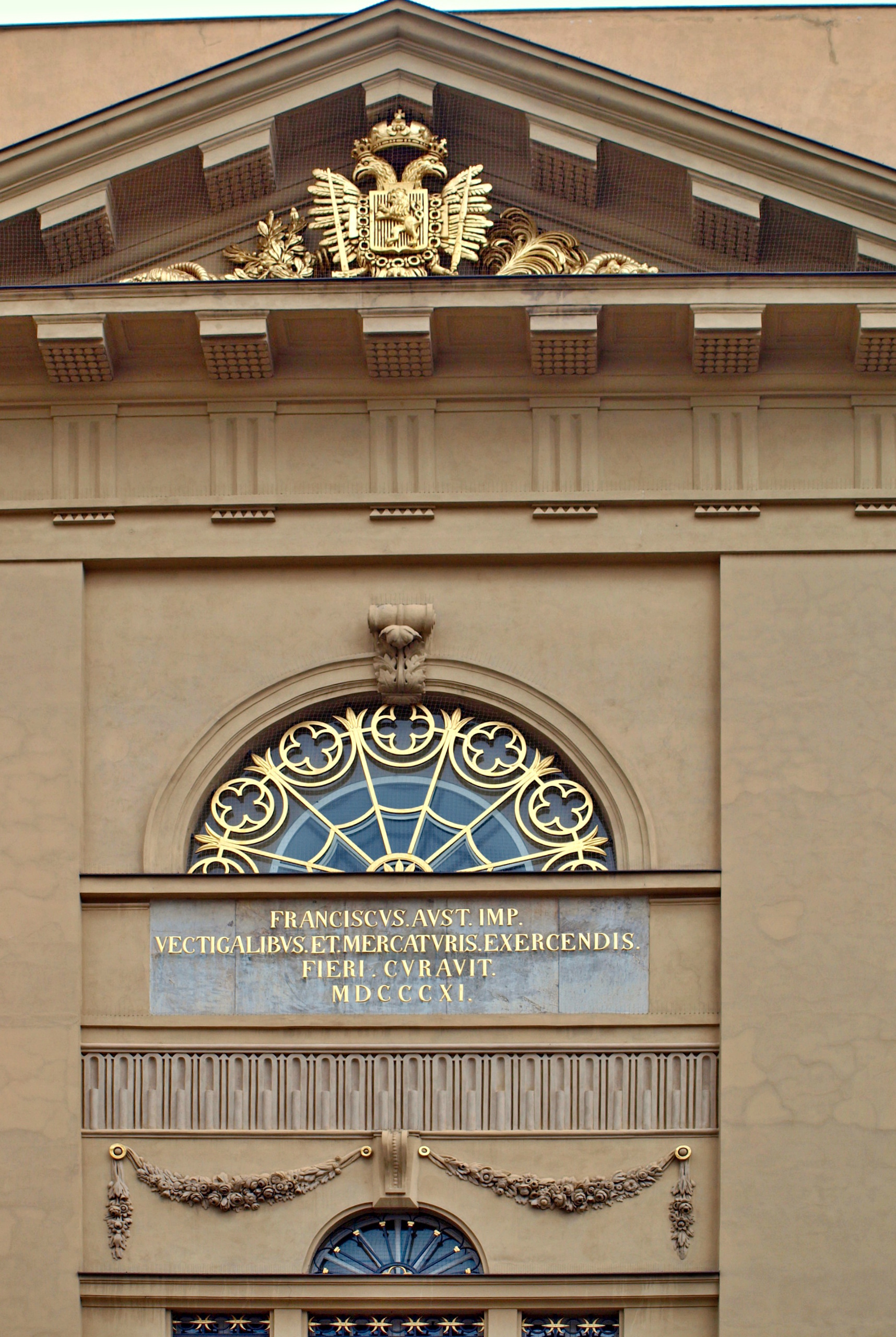
Détail du portail de 1811 portant le nom de l'empereur František

Lors de cette reconstruction, la façade de l'ancienne église du monastère acquiert une façade Empire caractéristique. Il s'agit d'une réplique libre de la façade de la Monnaie de Berlin des années 1798-1800, elle ferme visuellement la rue Na Příkopě.

## Salle d'exposition
Elle a pendant de nombreuses années servi de grande salle d'exposition, où se tenaient diverses expositions thématiques et événements culturels. Par exemple en 1986, une grande exposition sur 40 années de cinéma nationalisé tchécoslovaque, qui présentait, entre autres, la statue du Golem du film Le Boulanger de l'Empereur.

## Théâtre

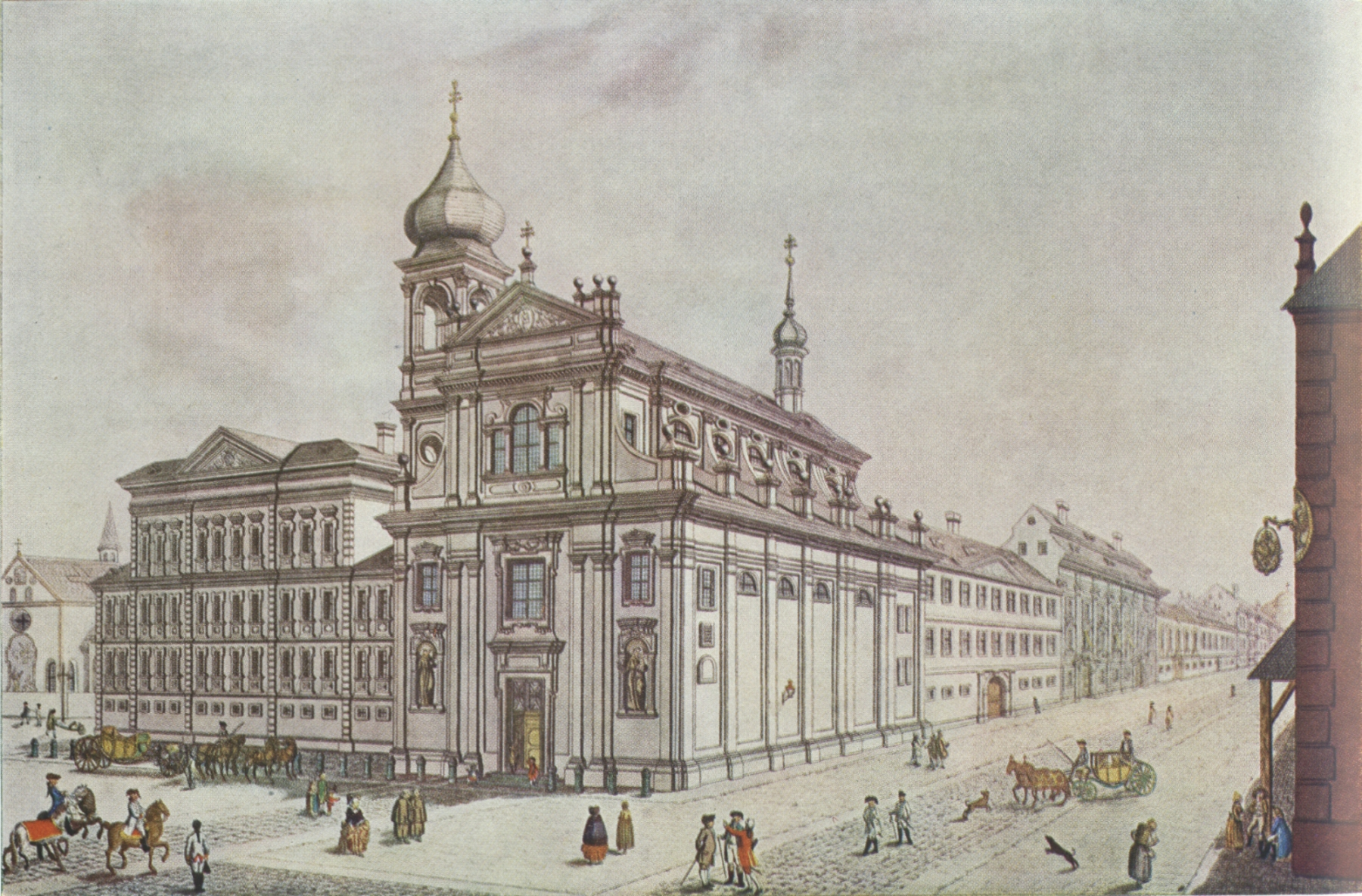
Église en 1785

Entre 2005 et 2006, la maison a été reconstruite comme scène musicale, le Théâtre Hybernia. Une terrasse accessible aux touristes a été créée sur le toit avec perspective. L'extérieur du bâtiment a été conservé, tout comme le plafond voûté d'origine à l'intérieur. La nouvelle couleur grès de la façade est le résultat d'une recherche détaillée en matière de restauration. L'inauguration de la maison reconstruite a eu lieu le 27 septembre 2006. Le 23 novembre 2006, la comédie musicale tchèque Golem y a été présentée en avant-première.

## Alentours
- Palais Věžník (aujourd'hui hôtel Kempinski)
- Maison municipale
- Palais Sweerts-Sporck
- Gare de Prague-Masaryk